# Рівненська дирекція залізничних перевезень
Рівненська дире́кція залізни́чних переве́зень держа́вного підприє́мства «Львівська залізни́ця» (ДН-3) — регіональна філія другого порядку Публічного акціонерного товариства «Укрзалізниця» (до корпоратизації УЗ — структурний підрозділ Львівської залізниці). Охоплює територію Волинської та Рівненської, північний схід Львівської та північ Тернопільської областей.
У 1979—1982 роках Рівненським відділком Львівської залізниці керував Георгій Кірпа.
Протягом 1998—2010 років проведено електрифікацію дільниць Здолбунів — Рівне — Ківерці — Ковель. Хід Ківерці — Луцьк електрифіковано 2003 року.

## Структура

### Станції
Центр дирекції знаходиться у м. Рівне — найбільшому на території дирекції.
| Основні станції Рівненської дирекції залізничних перевезень |      |               |
| Станція                                                     | Фото | Рік відкриття |
| Здолбунів                                                   |      | 1873          |
| Ківерці                                                     |      | 1873          |
| Ковель                                                      |      | 1873          |
| Луцьк                                                       |      | 1890          |
| Рівне                                                       |      | 1873          |
| Сарни                                                       |      | 1885          |

### Дільниці
Пасажирські:
- Здолбунів — Ківерці — Ковель — Держкордон
- Здолбунів — Красне
- Ківерці — Луцьк→ Сапіжанка
- Ковель — Володимир→ Сапіжанка
- Ковель — Сарни → Коростень
- Рівне — Сарни — Держкордон → Лунинець.

Вантажні:
- Краснянська
- Сарненська
- Сокальська
- Стоянівська

## Межі
Межує з наступними дирекціями УЗ (за годинниковою стрілкою):
- Коростенською дирекцією Південно-Західної залізниці
- Козятинською дирекцією Південно-Західної залізниці
- Тернопільською дирекцією Львівської залізниці
- Львівською дирекцією Львівської залізниці